# سونغ تشينغ لينغ
سونغ تشينغ لينغ (لغة صينية:宋庆龄) هي سياسية صينية والزوجة الثانية لأول رئيس لجمهورية الصين سون يات سين ولدت في يوم 27 يناير 1893 في مدينة شنغهاي في الصين ، شغلت منصب نائبة رئيس جمهورية الصين الشعبية بعد الثورة الثقافية الشيوعية وألتي كانت بقيادة ماو تسي تونغ وفي 1981 تم إعطائها رئيس جمهورية الصين الشعبية الشرفي لمدة 12 يوم فقط حيث توفيت في يوم 29 مايو 1981.

## روابط خارجية
- سونغ تشينغ لينغ على موقع الموسوعة البريطانية (الإنجليزية)
- سونغ تشينغ لينغ على موقع مونزينجر (الألمانية)